# USS Independence (1814)
Pour les autres navires du même nom, voir USS Independence.
L'USS Independence est un navire de ligne de l'United States Navy. Trois-mâts, premier navire de ce type à être lancé au sein de la marine américaine, il sera modifié en 1836. Converti en frégate, l'un de ses ponts est rasé, le faisant passer d'un 90 canons à un 54 canons.
Il sera finalement incendié en 1919.

## Guerre de 1812
Il est lancé le 22 juin 1814 au Boston Navy Yard. Il est immédiatement armé et reçoit la mission de surveiller l'entrée du port de Boston avec l'aide de la frégate Constitution. Ses ordres sont de rester cantonné à cette mission jusqu'à la fin des hostilités avec la Grande-Bretagne dans le cadre de la guerre de 1812.

## Seconde guerre barbaresque
Arborant le pavillon du commodore William Bainbridge, le navire prend la tête d'une escadre qui quitte Boston le 3 juillet 1815, marquant le premier voyage en haute mer du bâtiment. Il se trouve alors sous le commandement du capitaine William Crane. L'escadre, composée avec l'Independence des Congress, Erie, Chippewa et Spark, reçoit l'ordre de faire voile vers la mer Méditerranée afin de renfoncer l'escadre du capitaine Stephen Decatur ainsi que d'engager des attaques préventives contre les pays barbaresques.
Decatur a toutefois eu le temps de signer un traité de paix avant leur arrivée. L'Independence mène alors une impressionnante démonstration de force devant les ports barbaresques,. Le navire regagne les États-Unis le 15 novembre 1815. Il continue d'arborer le pavillon de Bainbridge à Boston jusqu'au 29 novembre 1819 pour finalement prendre celui du commodore John Shaw avant d'être retiré du service en 1822.

## Transformation
L'Independence reste à quais à Boston jusqu'en 1836, date à laquelle il est modifié de sorte à voir l'un de ses ponts est rasé. Son armement est réduit à 54 canons. Sa nouvelle configuration le classe dans la catégorie des frégates lourdes. Il prouve par ailleurs qu'il est l'un des plus puissants et plus rapides navires de la Navy.

## Russie, Amérique du Sud etHome Squadron

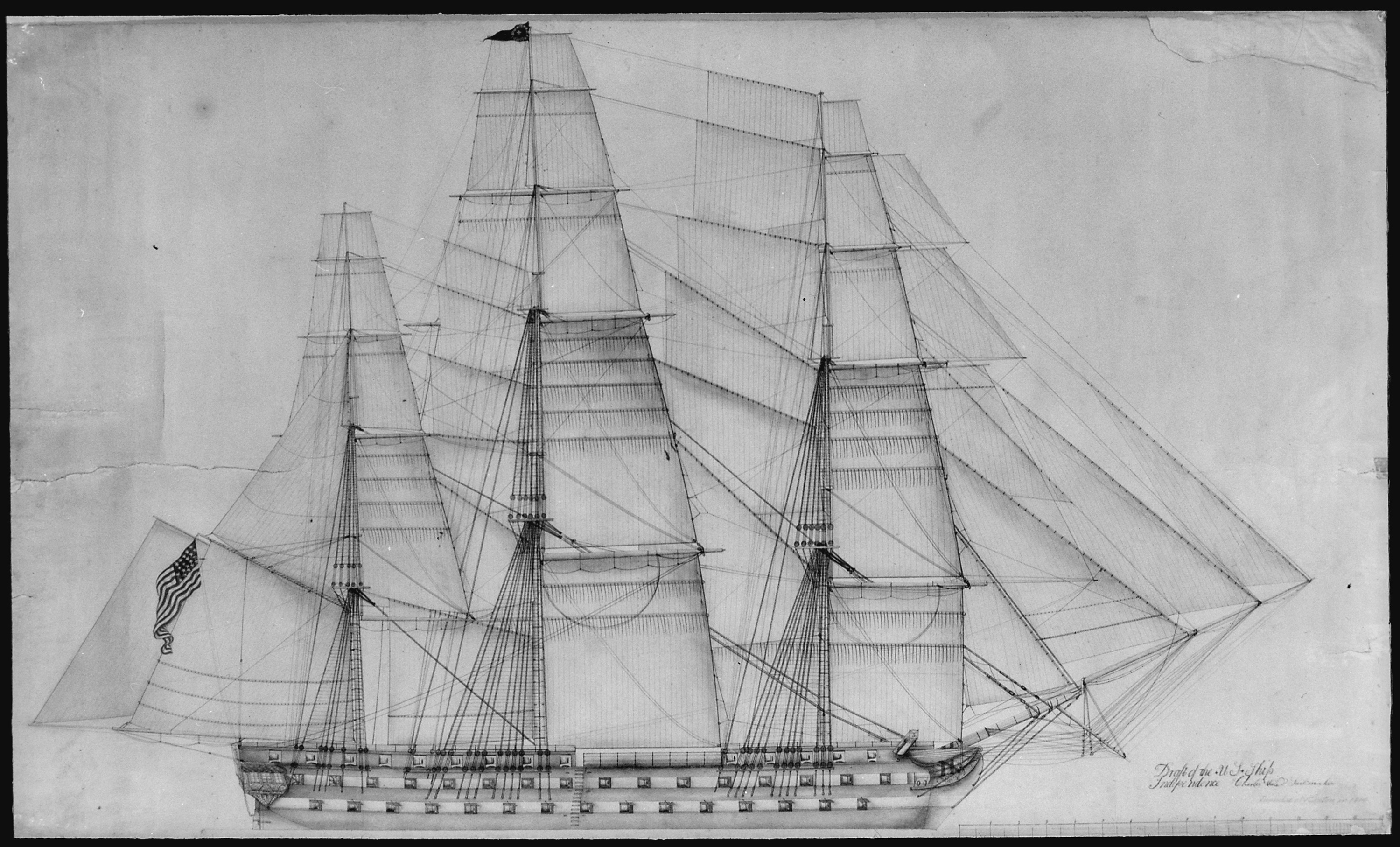
Plan du bâtiment alors à trois ponts à une date inconnue.

La frégate est remise en service le 26 mars 1837. Elle quitte Boston le 20 mai 1837 comme navire amiral du commodore John B. Nicholson. Le navire transporte l'ambassadeur George Mifflin Dallas. Arrivé le 13 juin à Portsmouth, il navigue ensuite jusqu'à Copenhague puis jusqu'à Kronstadt où il arrive le 29 juillet 1837. Il reçoit la visite du tsar Nicolas Ier. Un navire à vapeur se chargera de transporter l'ambassadeur jusqu'à Moscou.
L'Independence quitte Kronstadt le 13 août 1837 pour Rio de Janeiro. Il y devient le navire amiral de la Brazil Squadron qui a pour mission d'assurer les intérêts commerciaux américains le long de la côte est de l'Amérique du Sud. Cette mission se poursuit notamment durant le printemps 1839 qui voit le commodore Nicholson tenter une médiation entre la France et l'Argentine qui sont en guerre. Le 22 avril 1839, il note : « Je choisis volontairement, étant donné que je considère cela comme un devoir que je dois à mon pays, tout comme aux pays neutres, de chercher à obtenir la paix permettant au commerce de reprendre sa course habituelle. Conformément au sens d'Humanité, au moins, j'espère que mes efforts seront approuvés par le Department [probablement le Département d'État]... Je ne vois pas d'issue probable à cette guerre ainsi qu'au blocus qui sont si préjudiciables au commerce de tous les pays neutres... »,.
L'Independence regagne New York le 30 mars 1840 afin d'y être placée en réserve jusqu'au 14 mai 1842. Il devient à ce jour le navire amiral du commodore Charles Stewart qui assure le commandement de la Home Squadron. Basé à Boston et à New York, il sert jusqu'à sa mise en réserve le 3 décembre 1849.

## Guerre américano-mexicaine
Il est remis en service le 4 août 1846 lors de la guerre contre le Mexique. Il quitte Boston le 29 du même mois pour les côtes de Californie et entre dans la baie de Monterey comme navire amiral de William B. Shubrick le 22 janvier 1847. Ce dernier est à la tête de la Pacific Squadron.
Le navire participe au blocus de la côte mexicaine, capturant le Coerreo. La frégate est présente lors de la capture de Guaymas le 19 octobre 1847 et débarque des marins et des marines qui partent occuper Mazatlán le 11 novembre. Elle fait ensuite voile jusqu'à Hawaï pour finalement atteindre Honolulu le 12 août 1848. Le vaisseau regagne la côte est des États-Unis et Norfolk le 23 mai 1849. Le bâtiment est retiré du service le 30 mai.

## Méditerranée et Pacifique
Replacée dans le service actif le 7 juillet 1849 sous le commandement du capitaine Thomas A. Conover, la frégate quitte Norfolk le 26 juillet comme navire amiral de la Mediterranean Squadron. Cette escadre est dirigée par le commodore Charles W. Morgan. Elle est le premier Man'o'war à atteindre La Spezia, en Italie, le 23 mai 1850. Elle regagne Norfolk le 25 juin 1852 avant d'être placée en réserve le 3 juillet 1852 à New York.

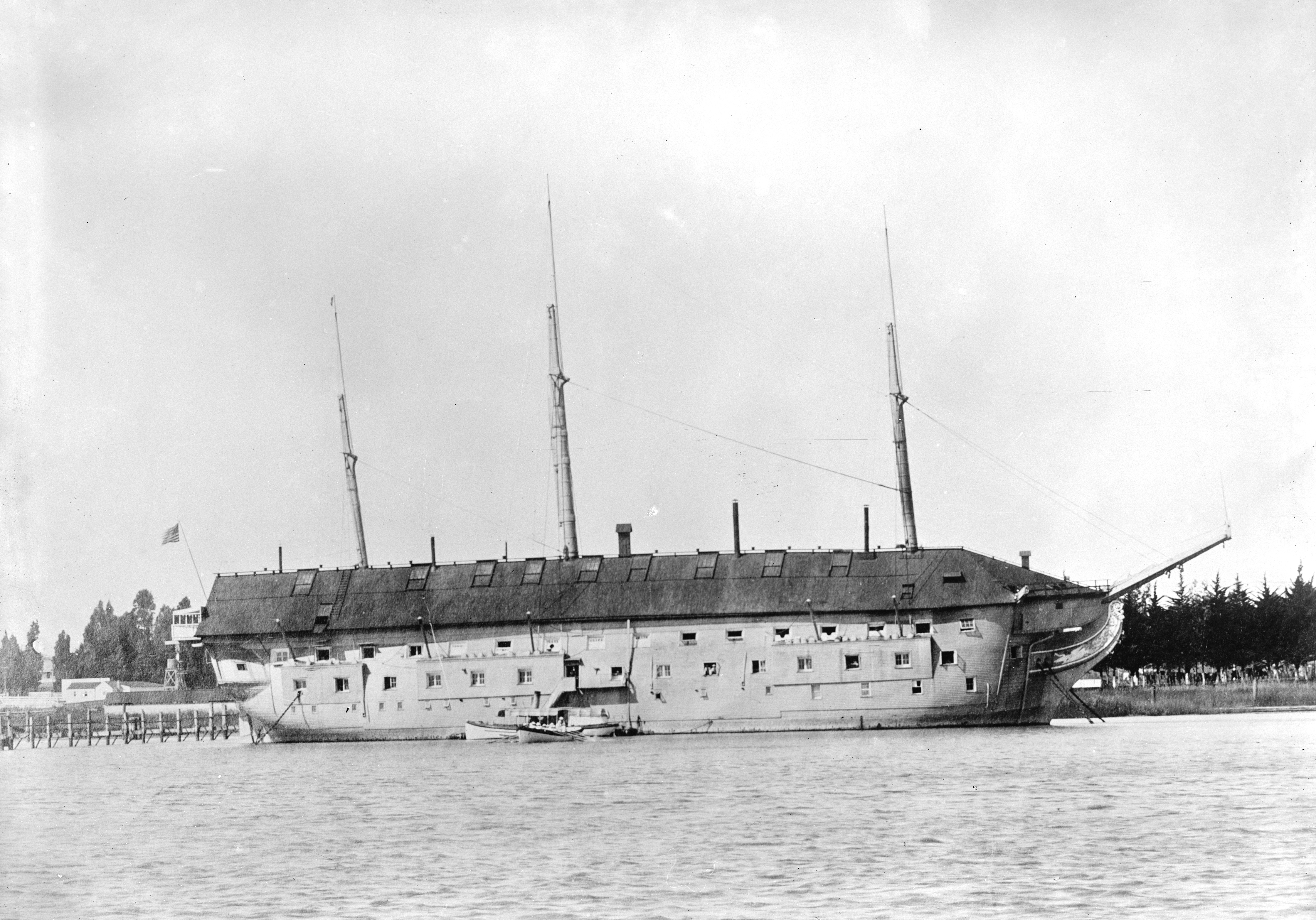
L'Independence à Mare Island dans les années 1890.

Le navire est à nouveau mis en service le 4 septembre 1854 et quitte New York le 10 octobre. Il sert de navire amiral à la Pacific Squadron du commodore William Mervine. Il arrive à Valparaiso le 2 février 1855 avec pour mission de remonter la côte ouest de l'Amérique. Il finit par regagner le Mare Island Navy Yard le 2 octobre 1857. Il y sert de receiving ship, ayant pour rôle de loger les nouveaux marins à quai en attente de leur assignation sur un navire opérationnel. Il y est retiré du service le 3 novembre 1912. Il est rayé des registres de la marine le 3 septembre 1913.

## Fin de vie
Quelques mois plus tard, la frégate est vendue à John H. Kinder qui ordonne son remorquage de Mare Island à San Francisco dès le 28 novembre 1914. Elle arrive le 5 mars 1915 au Hunter's Point Naval Shipyard où elle demeure une semaine afin de subir quelques réparations dans le but d'être transformée en restaurant pour l'exposition universelle de 1915. Après avoir été modifiée, elle est incendiée dans la nuit du 20 septembre 1919, plus de cent ans après son lancement.